# Greg Shaw
 (janvier 2015).
Si vous disposez d'ouvrages ou d'articles de référence ou si vous connaissez des sites web de qualité traitant du thème abordé ici, merci de compléter l'article en donnant les références utiles à sa vérifiabilité et en les liant à la section « Notes et références ».
Greg Shaw  (31 janvier 1949 - 19 octobre 2004) est un éditeur de magazine, manager, historien de la musique et créateur de label de Los Angeles, Californie.

## Biographie
Greg Shaw est né le 31 janvier 1949 à San Francisco en Californie et y a grandi. Ses premiers fanzines furent consacrés à Tolkien mais très vite il s'intéressa à la scène rock psychédélique et édita Mojo Navigator (titre complet : Mojo-Navigator Rock And Roll News). Fondé en 1966 par David Harris et Shaw, ce titre est considéré comme une des influences principales (avec Crawdaddy!) de Rolling Stone Magazine. Dans les années 1970, Shaw déménagea à Los Angeles avec sa femme Suzy et créa Who Put The Bomp (titre d'un classique doo-wop de Barry Mann), un magazine plus abouti et professionnel. En parallèle, ses articles furent aussi publiés dans Creem, Phonograph Record et occasionnellement Rolling Stone. Il a également écrit un livre sur Elton John quand il était dans l'équipe d'United Artists Records. Lester Bangs (notamment le célèbre James Taylor Marked For Death compilé dans son recueil Psychotic reactions & autres carburateurs flingués), Greil Marcus, Richard Meltzer ou Ken Barnes furent quelques-unes des plumes de Who Put The Bomp.
Greg Shaw lança en 1974, le label Bomp! Records afin d'éditer le single des Flamin' Groovies You Tore Me Down enregistré aux Rockfield Studios avec Dave Edmunds. Le groupe signa ensuite avec Sire Records et Greg Shaw devint leur manager pendant quelques années. Bomp! édita ainsi des singles ou des albums de Devo, The Weirdos, Iggy Pop, Stiv Bators (des Dead Boys). Il fut également un des acteurs clés du son power pop à la fin des années 1970, éditant des singles de Shoes, The Romantics, 20/20 ou encore The Plimsouls.
Dans les années 1980, Greg Shaw contribua à lancer le revival garage-rock en publiant la première Battle of The Garages, le premier EP de DMZ (futurs The Lyres), The Pandoras, ou encore le premier album du groupe de San Diego The Crawdaddys. Dépité par la new wave il lança ainsi un second label, Voxx Records consacré à cette scène d'inspiration sixties. Il édita également les compilations Pebbles, première série de compilations d'obscurités garage à émerger après la pionnière Nuggets.
Dans les années 1990, il signe les héritiers du revival Brian Jonestown Massacre, The Warlocks et Black Lips. Il décède à Los Angeles le 19 octobre 2004 d'un accident cardiaque.